# Scunthorpe United Football Club
El Scunthorpe United Football Club es un club de fútbol de Inglaterra, de la ciudad de Scunthorpe, North Lincolnshire. Fue fundado en 1899 y jugará en la National League en la temporada 2025/26. Son apodados The Irons.

## Historia
En el año 1910 se fusionaron con sus rivales del Lindsey United para llamarse Scunthorpe & Lindsey United, y se unieron a la Midland Football League en 1912, ganándola en 2 ocasiones, en 1926–27 y en 1938–39. En 1940 tuvo un abrupto final debido al receso por la Segunda Guerra Mundial, perdiendo ante el Peterborough United F.C. en un partido no-oficial.

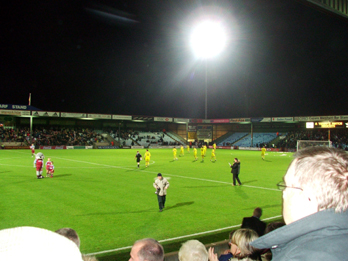
Glanford Park

Al terminar la guerra en 1945, se volvieron a vincular en la Football League, ingresando en la Football League Division Three North debido a la expansión de la estructura de fútbol en Inglaterra.
Después de 72 años en el fútbol profesional inglés, el 15 de abril de 2022 descendieron a National League al perder 3-0 contra Leyton Orient. Sólo cosecharon 26 puntos, la peor campaña en la historia de la EFL.

## Récords
- Mayor asistencia (Old Showground): 23,935 v Portsmouth, FA Cup 4.ª ronda 30 de enero de 1954[5]
- Mayor asistencia (Glanford Park): 9,077 v Manchester United, League Cup, 22 de septiembre de 2010[6]
- Mejor posición: 4º en la Second Division (1961–62)[7]
- Peor posición: 24º en la Fourth Division (1974–75)
- Mayor victoria:
  - 8–1 v Luton Town, Division 3, 24 de abril de 1965 Equipo: – Sidebottom, Horstead, Hemstead, Smith, Neale, Lindsey, Bramley (1), Scott, Thomas (5), Mahy (1), Wilson (1).[8]
  - 8–1 v Torquay United, New Division 3, 28 de octubre de 1995 Equipo: – Samways, Housham, Wilson, Ford (1), Knill (1), Hope (Nicholson), Thornber, Bullimore (Walsh), McFarlane (4) (Young), Eyre (2), Paterson.[8]
- Peor derrota: 0–8 v Carlisle United, Division 3 (N) 25 de noviembre de 1952 Equipo: – Malan, Hubbard, Brownsword, McGill, Taylor, Bushby, Daley, Haigh, White, Whitfield, Mosby[8]

### Mayores Compras
1. Rob Jones – £700, 000 del Hibernian[9]
2. Martin Paterson – £425,000 del Stoke City[9]
3. Kevan Hurst – £200,000 del Sheffield United[9]
4. Steve Torpey – £175,000 del Bristol City[9]
5. David Mirfin – £125,000-£175,000 del Huddersfield Town[9]
6. Martyn Woolford – £125,000 del York City[9]
7. Billy Sharp – £100,000 del Sheffield United[9]

### Mayores Ventas
1. Gary Hooper – £2,400,000 al Celtic[10]
2. Billy Sharp – £2,000,000 al Sheffield United[9]
3. Martin Paterson – £1,000,000 al Burnley, will raise by £300,000 depending on future appearances[9]
4. Andy Keogh – £800,000 al Wolverhampton Wanderers[9]
5. Neil Cox – £400,000 and 1600 seats, al Aston Villa[9]
6. Chris Hope – £250,000 al Gillingham[9]

## Jugadores

### Plantilla

#### Altas y bajas 2020-21 (verano)
| Altas   | Altas    | Altas       | Altas | Altas |
| Jugador | Posición | Procedencia | Tipo  | Costo |
| ------- | -------- | ----------- | ----- | ----- |

| Bajas               | Bajas          | Bajas        | Bajas            | Bajas |
| Jugador             | Posición       | Procedencia  | Tipo             | Costo |
| ------------------- | -------------- | ------------ | ---------------- | ----- |
| Cameron Burgess     | Defensa        | Agente libre | Fin de contrato. | --    |
| Andy Butler         | Defensa        | Agente libre | Fin de contrato. | --    |
| Jordan Clarke       | Defensa        | Agente libre | Fin de contrato. | --    |
| Adam Hammill        | Defensa        | Agente libre | Fin de contrato. | --    |
| Rory McArdle        | Defensa        | Agente libre | Fin de contrato. | --    |
| Kgosi Ntlhe         | Defensa        | Agente libre | Fin de contrato. | --    |
| James Perch         | Defensa        | Agente libre | Fin de contrato. | --    |
| Yann Songo'o        | Defensa        | Agente libre | Fin de contrato. | --    |
| Levi Sutton         | Defensa        | Agente libre | Fin de contrato. | --    |
| James Horsfield     | Centrocampista | Agente libre | Fin de contrato. | --    |
| Yasin Ben El-Mhanni | Delantero      | Agente libre | Fin de contrato. | --    |

## Entrenadores
- Allcock (1915-1936)
- Crilly (1936-1937)
- Allcock (1937-1946)
- Harper (1946-1948)
- Allcock (1948-1950)
- Leslie Jones (1950-1951)
- Bill Corkhill (1952-1956)
- Ron Suart (1956-1958)
- Tony McShane (1958-1959)
- Bill Lambton (1959)
- Frank Soo (1959-1960)
- Dick Duckworth (1960-1964)
- Fred Goodwin (1964-1966)
- Keith Burkinshaw (1966-1967)
- Ron Ashman (1967-1973)
- Ron Bradley (1973-1974)
- Dickie Rooks (1974-1976)
- Ron Ashman (1976-1981)
- John Duncan (1981-1983)
- Allan Clarke (1983-1984)
- Frank Barlow (1984-1987)
- Richard Money (1987)
- Mick Buxton (1987-1991)
- Bill Green (1991-1993)
- Richard Money (1993-1994)
- Dave Moore (1994-1996)
- Mick Buxton (1996-1997)
- Mark Lillis (1997)
- Brian Laws (1997-2004)
- Russ Wilcox (2004)
- Brian Laws (2004-2006)
- Nigel Adkins (2006-2010)
- Ian Baraclough (2010-2011)[12][13]
- Tony Daws (interino- 2011)[13]
- Alan Knill (2011-2012)[14]
- Brian Laws (2012-2013)
- Russ Wilcox (2013-2014)
- Mark Robins (2014-)

## Palmarés
- Third Division North: 1 (como Scunthorpe & Lindsey United)

1957–58
- Division Three (Play-Off): 1 (Promovido)

1998–99
- League One: 1

2006–07
- League One (Play-Off): 1 (Promovido)

2008–09